# Адміністративний устрій Носівського району
Адміністративний устрій Носівського району — адміністративно-територіальний поділ колишнього Носівського району Чернігівської області на 1 міську громаду, 2 сільські громади та 5 сільських рад, які об'єднують 47 населених пунктів та підпорядковані Носівській районній раді. Адміністративний центр — місто Носівка.
Був чинним на час ліквідації району у процесі адміністративної реформи 2020.

## Список громад Носівського району
| № | Назва                       | Центр       | Населені пункти | Площа км² | Місце за площею | Населення (2015), осіб | Місце за населенням |
| - | --------------------------- | ----------- | --- | --------- | --------------- | ---------------------- | ------------------- |
| 1 | Макіївська сільська громада | c. Макіївка | с. Вербове с. Ганнівка с. Кленове c. Макіївка с. Пустотине с. Степове |           |                 | 2222                   |                     |
| 2 | Мринська сільська громада   | c. Мрин     | с. Киселівка c. Лихачів c. Мрин c. Плоске с. Роздольне c. Селище c. Хотинівка |           |                 | 6238                   |                     |
| 3 | Носівська міська громада    | м. Носівка  | с. Андріївка c. Володькова Дівиця с. Дебреве с. Дослідне c. Іржавець с. Кобилещина c. Козари с. Коробчине с. Криниця с. Лісові Хутори с. Лукашівка м. Носівка с. Підгайне с. Ставок с. Сулак c. Тертишники с. Яблунівка с. Ясна Зірка |           |                 | 23069                  |                     |

## Список радНосівського району
| № | Назва                             | Центр                | Населені пункти                                            | Площа км² | Місце за площею | Населення (2001), чол. | Місце за населенням | Розташування |
| - | --------------------------------- | -------------------- | ---------------------------------------------------------- | --------- | --------------- | ---------------------- | ------------------- | ------------ |
| 1 | Держанівська сільська рада        | с. Держанівка        | с. Держанівка с. Адамівка с. Ведмедівка                    | 68,981    | 1               | 1227                   | 1                   |              |
| 2 | Калинівська сільська рада         | c. Калинівка         | c. Калинівка с. Вили с.Коломійцівка с. Мильники            | 40,339    | 3               | 1075                   | 2                   |              |
| 3 | Рівчак-Степанівська сільська рада | c. Рівчак-Степанівка | c. Рівчак-Степанівка с. Веселе с. Григорівка               | 33,067    | 4               | 843                    | 4                   |              |
| 4 | Софіївська сільська рада          | c. Софіївка          | c. Софіївка с. Вишневе                                     | 21,706    | 5               | 376                    | 5                   |              |
| 5 | Степовохутірська сільська рада    | c. Степові Хутори    | c. Степові Хутори с. Відрадне с. Карабинівка с. Платонівка | 47,279    | 2               | 946                    | 3                   |              |

* Примітки: м. — місто, с-ще — селище, смт — селище міського типу, с. — село